# Mistrzostwa Świata w Strzelaniu do Rzutków 1936
Mistrzostwa Świata w Strzelaniu do Rzutków 1936 – piąte mistrzostwa świata w strzelaniu do rzutków; rozegrano je w  Berlinie.
Rozegrano tylko dwie konkurencje: był to trap indywidualny oraz trap drużynowy. Indywidualnym mistrzem świata został Polak, Józef Kiszkurno, zaś drużynowo najlepsi byli Węgrzy; zwyciężyli oni też w klasyfikacji medalowej.

## Klasyfikacja medalowa
Gospodarze mistrzostw
| Pozycja | Kraj            | Złoto | Srebro | Brąz | Łącznie |
| ------- | --------------- | ----- | ------ | ---- | ------- |
| 1       | Węgry           | 1     | 1      | 0    | 2       |
| 2       | Polska          | 1     | 0      | 0    | 1       |
| 3       | III Rzesza      | 0     | 1      | 1    | 2       |
| 4       | Wielka Brytania | 0     | 0      | 1    | 1       |

## Wyniki
| Konkurencja          | Złoto                                                                   | Wynik     | Srebro       | Wynik    | Brąz            | Wynik    |
| Trap (indywidualnie) | Józef Kiszkurno                                                         | 273 pkt.  | Gyula Halasy | 272 pkt. | Kurt Schöbel    | 270 pkt. |
| Trap (drużynowo)     | Węgry Sándor von Lumniczer Gyula Halasy István Strassburger Sándor Dóra | 1062 pkt. | III Rzesza   |          | Wielka Brytania |          |